# Petrolina de Goiás (kommun)
Petrolina de Goiás är en kommun i Brasilien.   Den ligger i delstaten Goiás, i den centrala delen av landet, 150 km väster om huvudstaden Brasília. Antalet invånare är 10 285.
Följande samhällen finns i Petrolina de Goiás:
- Petrolina de Goiás

Omgivningarna runt Petrolina de Goiás är huvudsakligen savann. Runt Petrolina de Goiás är det glesbefolkat, med 18 invånare per kvadratkilometer.